# Флоринский, Николай Иванович
Николай Иванович Флоринский (1826—1900) — протоиерей русской православной церкви, духовный писатель и проповедник.

## Биография
Родился в 1826 году в семье священника семинарской церкви во Владимире Ивана Алексеевича Флоринского, который был также учителем французского языка, библиотекарем и экономом семинарии. Мать, Елизавета Ивановна была двоюродной внучкой и крестницей графа М. М. Сперанского; отличалась глубокой религиозностью. Его младший брат — архимандрит Митрофан (Флоринский).
Учился во Владимирском духовном училище, Владимирской духовной семинарии (1840—1845), а затем в Киевской духовной академии, где и окончил курс в 1849 году. По окончании академии занял должность профессора-помощника ректора Вятской духовной семинарии по классу богословских наук. Затем, в течение 16 лет был профессором Владимирской семинарии, преподавал догматическое и нравственное богословие, учение о вероисповеданиях, историю русского раскола и науку церковного красноречия. Одновременно, он состоял с 1858 года священником Владимирского Успенского Княгининского монастыря и законоучителем в женском Епархиальном училище.
Затем был законоучителем в Первой киевской гимназии и настоятелем гимназической церкви.
Много статей Флоринского было напечатано в «Душеполезном чтении».